# Lychnuchoides
Lychnuchoides là một chi bướm ngày thuộc họ Bướm nâu.